# قرص نيوتن

قرص نيوتن هو عبارة عن قرص يحتوي على سبعة أجزاء متساوية، حيث يعرض كل جزء منها لونا من ألوان الطيف السبعة وفق ترتيبها.

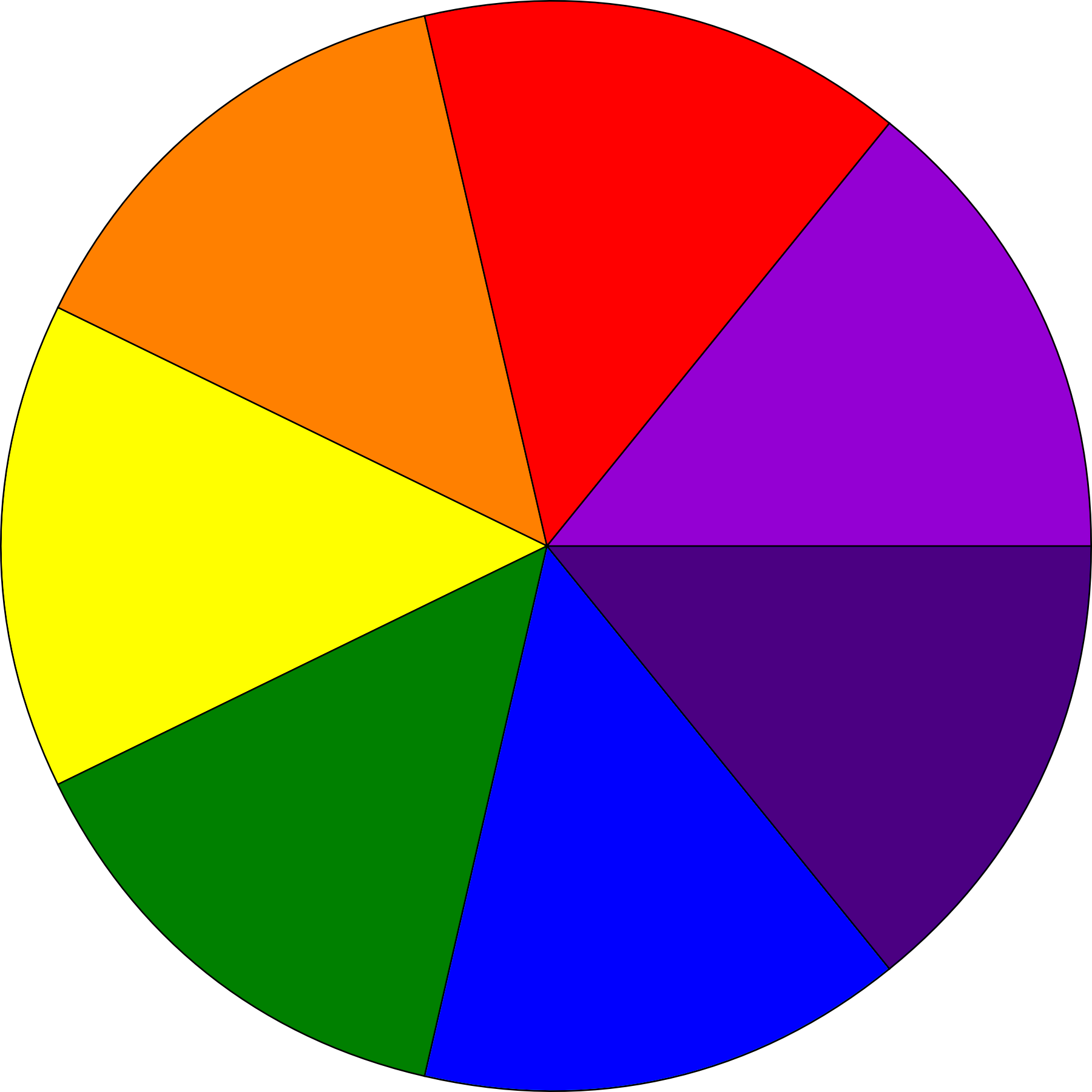
قرص نيوتن

ذات مرة لاحظ نيوتن أن الضوء الأبيض يمكنه أن يكون كل ألوان الطيف المرئي وهيالأحمر، البرتقالي، الأصفر، الأخضر، الأزرق، النيلي، والبنفسجي، فلماذا لا تعود ألوان الطيف المرئي إلى اللون الأبيض؟ فكر في ذلك حتى وصل إلى أن يخترع قرص نيوتن، فكرته أنه رسم دائرة بداخلها جميع ألوان الطيف المرئي، ووضع تلك الدائرة في مروحة، وحركها، فوجد أن لونها تحول إلى أبيض.
لاحظ نيوتن أن ما حدث ذلك هو بسبب زيادة سرعة دوران تلك الدائرة الموجود فيها جميع ألوان الطيف المرئي.
ألوان الطيف المرئي سبعة، وهو قسم تلك الدائرة إلى سبعة أقسام، ودهن كل منطقة بلون من ألوان الطيف المرئي.